# Juan Sotomayor
Juan Ricardo Víctor Sotomayor García (Callao, 6 de marzo de 1954) es un abogado y político peruano. Fue alcalde del Callao desde el 1 de enero del 2011 hasta el 4 de abril del 2020. También fue alcalde del distrito de Bellavista de 1999 al 2010.

## Biografía
Nació en la ciudad del Callao, el 6 de marzo de 1954.
Realizó sus estudios escolares primarios en el Colegio San Francisco del Callao y los secundarios en el Colegio Leoncio Prado de Varones de Bellavista, egresando en 1969. Realizó estudios superiores de Derecho en la Universidad de San Martín de Porres.

## Carrera política
Inicia su carrera política en 1995 cuando fue elegido como regidor del Callao en el periodo 1996-1998 por el Movimiento Chim Pum Callao de Álex Kouri.

### Alcalde de Bellavista
En noviembre de 1998, Sotomayor fue elegido como alcalde del distrito de Bellavista para el periodo 1999-2002. Luego, fue reelegido en las elecciones municipales del 2002 y en las elecciones municipales del 2006.

### Alcalde del Callao
En febrero del 2010, Sotomayor anunció su candidatura al Municipalidad Provincial del Callao y fue elegido alcalde para el periodo 2011-2014.
Fue reelecto para el periodo 2015-2018. Si bien su gestión estaba prevista a terminar el 31 de diciembre de este último año, Sotomayor renunció el 4 de abril de 2018 para posteriormente postular al Gobierno Regional del Callao.
En octubre de 2019 anunció su candidatura al Congreso de la República de la mano con Vamos Perú para las elecciones extraordinarias de 2020. Según los resultados de la Oficina Nacional de Procesos Electorales al 100%, con 10 493 votos válidos fue uno de los cuatro postulantes al Parlamento con más respaldo electoral en la región.

## Controversias

### Caso Rich Port II
El 26 de enero de 2020 en el marco de las investigaciones sobre el caso Rich Port II, antecedente caso de Los Cuellos Blancos del Puerto, Juan Sotomayor fue detenido tras un operativo dirigido por fiscal Sandra Castro de la Fiscalía de Crimen Organizado del Callao.
La presidenta del Directorio de la Empresa Municipal de Limpieza Eslimp Callao, Maritza Villa Huayllas, presentó ante el Ministerio Público dos acusaciones en su contra por pagos de 60 millones de soles a esta empresa municipal durante su gestión por servicios que nunca se cumplieron, en un esquema conocido como "trabajadores fantasma".
Sotomayor ha sido señalado como presunto cabecilla de una organización criminal dedicada al cobro por trabajadores fantasmas en desmedro de la empresa de Servicios de Limpieza Pública del Callao. Según el jefe de la Dirección de Investigación Criminal de la Policía, general Juan Carlos Sotil, el exalcalde habría intentado arrojarse desde la azotea de su vivienda en Jesús María antes de ser intervenido por la policía. En el mismo operativo fue detenido el excongresista fujimorista Víctor Albrecht y otras 20 personas.